# NGC 5099
NGC 5099 (również PGC 46627) – galaktyka eliptyczna (E), znajdująca się w gwiazdozbiorze Panny. Odkrył ją Lewis A. Swift 3 czerwca 1886 roku.